# Oberasbach (Gunzenhausen)

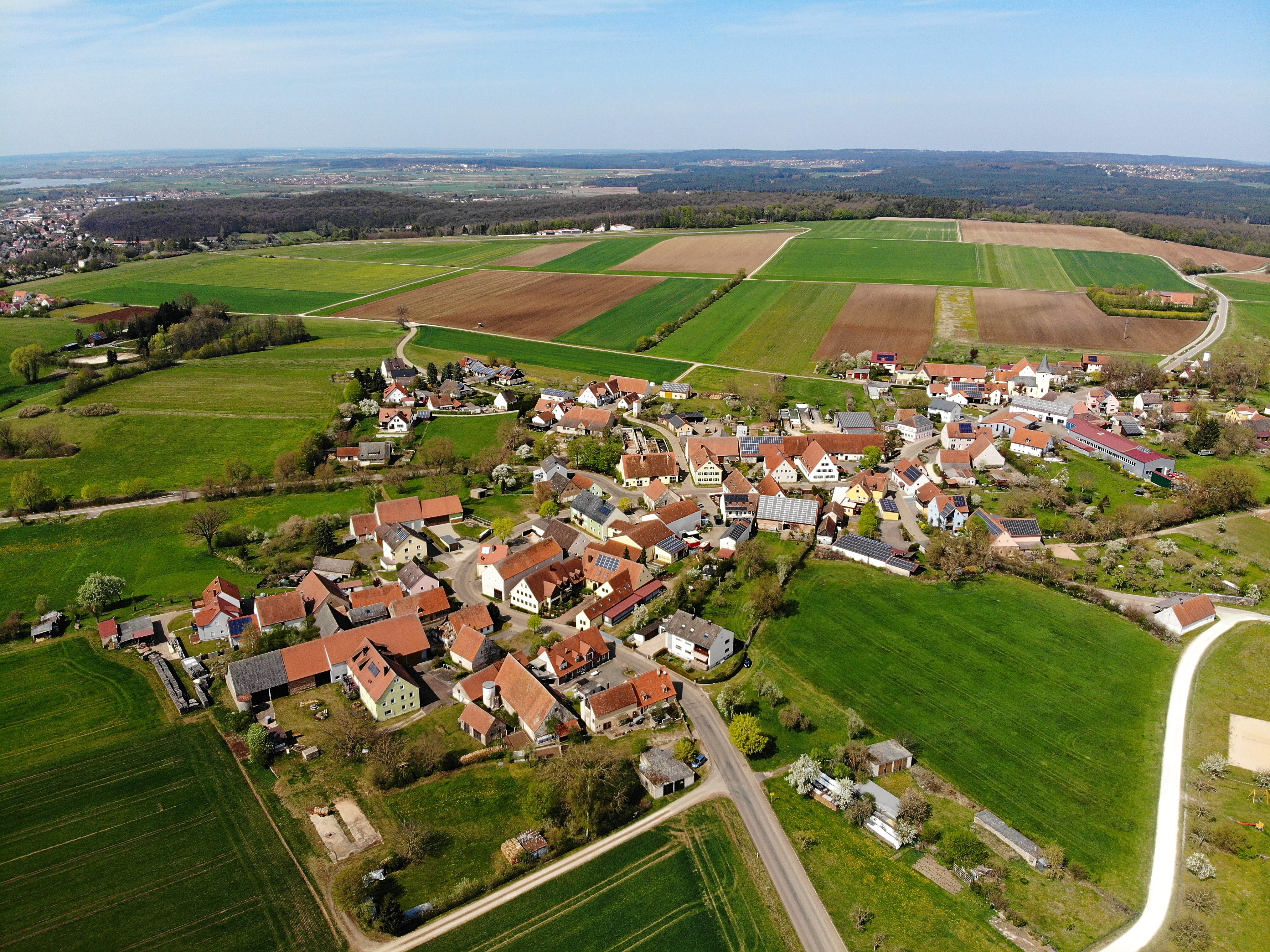
Oberasbach Luftaufnahme (2020)

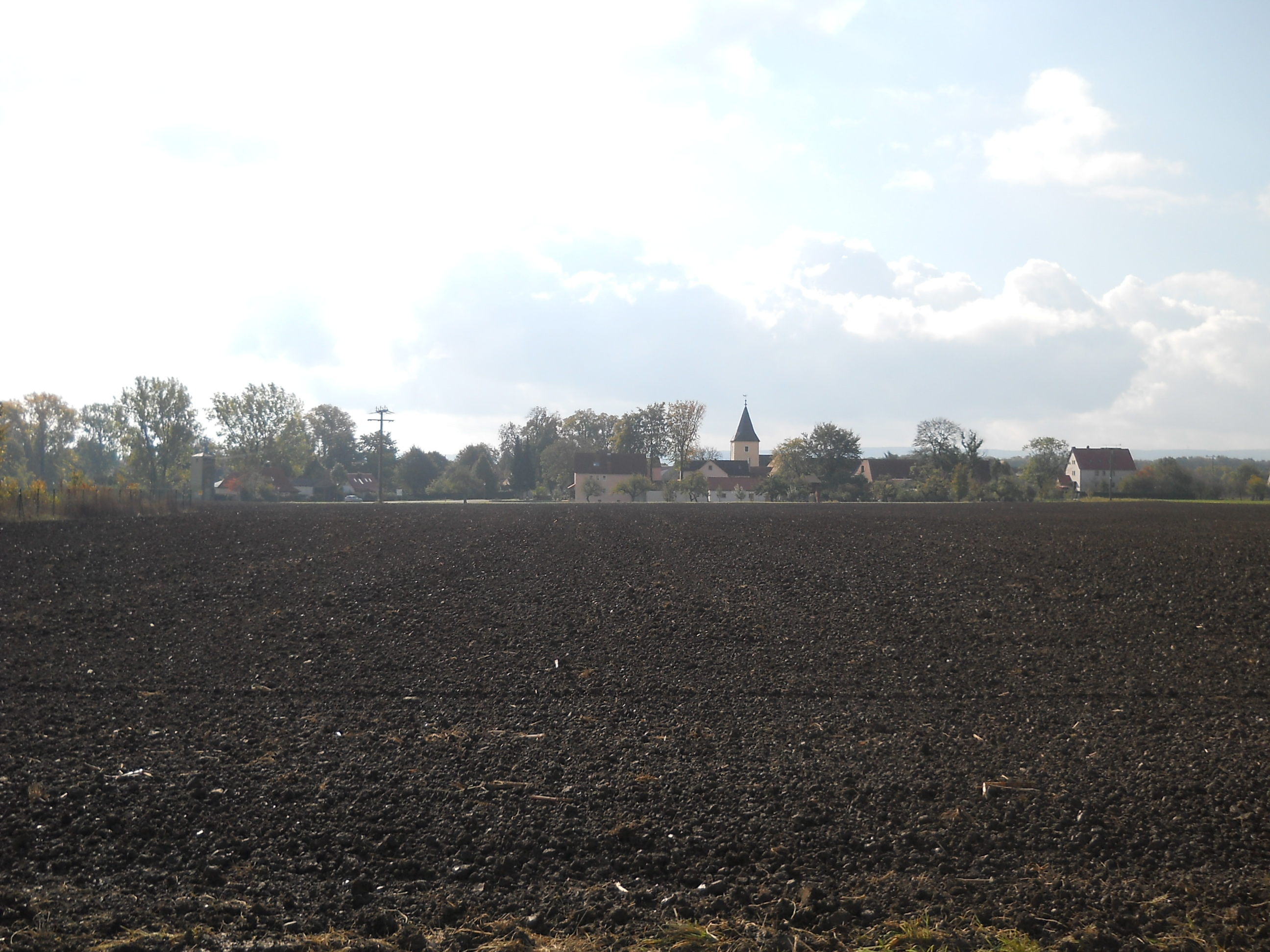
Oberasbach

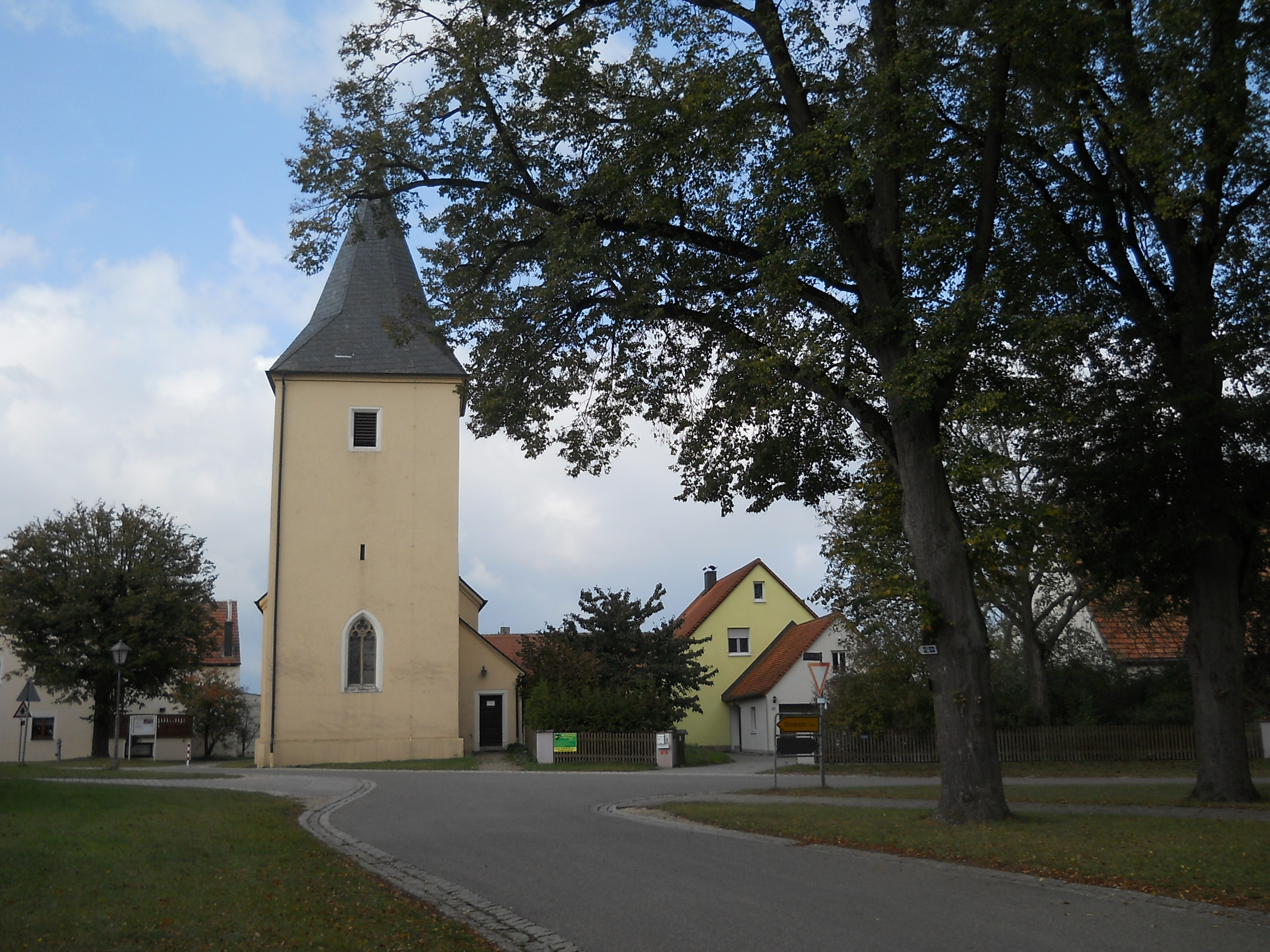
Die Filialkirche St. Wolfgang

Oberasbach (anhörenⓘ) ist ein Gemeindeteil der Stadt Gunzenhausen im Landkreis Weißenburg-Gunzenhausen (Mittelfranken, Bayern). Die Gemarkung Oberasbach hat eine Fläche von 4,147 km². Sie ist in 486 Flurstücke aufgeteilt, die eine durchschnittliche Flurstücksfläche von 8533,14 m² haben. In ihr liegt neben dem namensgebenden Ort der Gemeindeteil Obenbrunn.

## Lage
Das Kirchdorf Oberasbach liegt 3,5 km südöstlich von Gunzenhausen auf der sich dem Reutberg anschließenden Hochfläche. Von der Bundesstraße 13 aus ist das Dorf durch eine in Unterasbach abzweigende Gemeindeverbindungsstraße und über die Abzweigung Gunzenhausen-Süd zu erreichen.

## Ortsname
Der Ortsname geht auf den Baumnamen Espe zurück.

## Ortswappen
Das Wappen Oberasbachs zeigt in Grün einen durchgehenden silbernen Querbach, darüber zwei nach oben gerichtete goldene Espenblätter, darunter ein nach unten gerichtetes goldenes Espenblatt.

## Geschichte

### 14. bis 18. Jahrhundert
Dieser Abschnitt folgt im Wesentlichen R. Schuh, S. 13f.
Oberasbach wird erstmals 1336 eindeutig urkundlich erwähnt, als Gräfin Ymagina von Oettingen ihr Lehen zu „Obern Aspach“, das der Meier von Windsfeld innehatte, dem Kloster Kirchheim im Nördlinger Ries schenkte. Im weiteren Verlauf des 14. Jahrhunderts hatte das Kloster Ellwangen Besitz im Dorf.
Als 1436 Graf Ludwig von Oettingen Besitztümer an Haupt von Pappenheim verpfändete, war darunter auch ein Untertan in „Obernaspach“; die Wiedereinlösung erfolgte 1493. 1442 wurde der Pfarrzehnt zwischen den Klöstern Himmelthron und Rebdorf aufgeteilt. Von 1460 ist ein Ablassbrief des Kardinals Bessarion für die St. Wolfgang-Kapelle des Ortes datiert, die dadurch zur Wallfahrtskapelle wurde; der Bischof befand sich nach dem Fall Konstantinopels auf einer Werbereise für einen Kreuzzug. Als acht Jahre später die Gemeinde Mörsach ihre Pfarrkirche mit einer Frühmesse ausstattete, gehörten dazu auch die Einkünfte aus einem Gut von Oberasbach. Seit dem 15. Jahrhundert (belegt für das Jahr 1487) hatten auch die Markgrafen von Brandenburg-Ansbach grundherrlichen Besitz in der Ortsflur.
Die Hohe Gerichtsbarkeit, die „Fraisch“, lag, wie um 1504 berichtet wird, beim markgräflichen Amt Gunzenhausen. 1517 zinste 1 Untertan an das Neue Stift in Spalt. Um 1528 wurde die Reformation eingeführt, in deren Folge die Wallfahrten nach St. Wolfgang ausblieben. 1529 gehörte ein Zehent aus dem Ort dem Landalmosenamt Nürnberg. Für 1532 ist überliefert, dass die Hohe und Niedere Gerichtsbarkeit über Oberasbach und Unterasbach brandenburgischer Besitz sind. 1543 verkaufte der Irlbacher Pfleger Stephan Franckman Einkünfte aus Oberasbach an den Gunzenhäuser Bürger Peter Gaylling. 1545 verkaufte Stephan Frannckhman an den Herriedener Chorherren Jörg Franckman ein Gut zu Oberasbach, der es ein Jahr später Balthasar und Christoph von Rechenberg übereignete. 1575 verkaufte Hans Gabriell zu Oberasbach Äcker an den ansbachischen Stiftsverwalter Hans Willing. Dieser kaufte 1577 weitere Feldgüter vom Obersabacher Jakob Meyr hinzu; die Willingschen Erben verkauften ihre zwei Feldlehen 1589 an den Markgrafen. 1580 gingen zwei Höfe Oberasbachs aus dem Besitz der Margaretha Bertschin zu Nördlingen an Bernhard Jäger, brandenburgischer Kastner zu Cadolzburg, über. 1590 verkauften die Herren von Rechenberg ihr Gut in Oberasbach an die Markgrafen.
Zu Beginn des 17. Jahrhunderts (1608) werden die Besitzverhältnisse in Oberasbach folgendermaßen beschrieben: 16 Untertanen sind markgräflich; je 1 Untertan ist dem Dechanten und der Oberen Kaplanei zu Gunzenhausen gültbar, 2 Untertanen dem dortigen Heiligen (=Pfarrei), 4 dem dortigen Rat und Spital; 1 Untertan gehört dem Klosteramt Heidenheim, 2 Untertanen sind zum Kastenamt Cadolzburg zugehörig, 1 Untertan ist Besitz des Obristen Fuchs zu Unterschwaningen, 1 Untertan zinst der eichstättischen Pfarrei Arberg und 2 Untertanen sind oettingisch und zinsen an das Kloster Aufkirchen; ein Gemeindehirtenhaus ist zinsfrei. Die Zersplittertheit des Besitzes und der Vogteirechte hielt bis zum Ende des Heiligen Römischen Reichs an.

### Vom 19. Jahrhundert bis in die Gegenwart
1801 ist das Gunzenhäuser „Filialkirchdorf“ Oberasbach 22 Untertanen stark, wovon ein Untertan nach wie vor eichstättisch war und dem Pfleg- und Kastenamt Arberg-Ornbau zinste. 2 Untertanen unterstanden bis 1834 bzw. 1848 dem Patrimonialgericht Wald-Lauffenbürg der Freiherren von Falkenhausen.
1806 kam Oberasbach mit dem seit 1792 brandenburg-preußischen Markgrafentum Ansbach an Bayern. Dort wurde 1808 Oberasbach mit Obenbrunn dem Steuerdistrikt Unterasbach und 1811 der Ruralgemeinde Unterasbach im Landgericht/Rentamt Gunzenhausen zugeschlagen. 1818 wurde Oberasbach mit Obenbrunn wieder eine selbständige Gemeinde. Das blieb so bis zur Gemeindegebietsreform in Bayern; am 1. Juli 1971 wurde die Gemeinde Oberasbach nach Gunzenhausen eingemeindet und kam am 1. Juli 1972 in den nunmehr vergrößerten neuen Landkreis Weißenburg-Gunzenhausen, zunächst unter der Bezeichnung Landkreis Weißenburg.
1876 erfolgte die Anlage eines eigenen Friedhofs; bis dahin mussten die Toten nach Gunzenhausen gebracht werden. die Aussegnungshalle kam um 1900 hinzu. 1876 bis 1878 wurde die bereits 1632 im Dreißigjährigen Krieg zerstörte St. Wolfgang-Kirche wiederaufgebaut, wobei die Ruinen wiederverwendet wurden. 1934 wurde ein neues Schulhaus erbaut, das 30 Jahre später erweitert wurde.
In den 1960er Jahren wurde Oberasbach an die Pfofelder Wasserversorgungsgruppe angeschlossen. Seit 2003 wechselte die Kirchengemeinde Oberasbach (ca. 250 Gemeindeglieder) vom Pfarramt Gunzenhausen zum Pfarramt Unterasbach.

### Einwohnerentwicklung
Gemeinde Oberasbach
- 1861: 300 Einwohner in 55 Gebäuden (in Obenbrunn 38 Einwohner in 10 Gebäuden)[19]
- 1961: 254 Einwohner[20] in 45 Wohngebäuden[21]
- 1966: 259 Einwohner[5]
- 1970: 270 Einwohner[20]

Ort Oberasbach
- 1818: 165 Einwohner[12]
- 1824: 165 Einwohner in 36 Anwesen[12]
- 1829: 165 Einwohner in 37 Familien[22]
- 1950: 273 Einwohner in 37 Anwesen[12]
- 1982: 270 Einwohner (mit Obenbrunn)[14]

## Baudenkmäler
- Evang.-Lutherische Filialkirche St. Wolfgang, neugotische Chorturmkirche mit kreuzrippengewölbtem Chor im alten Turmuntergeschoss, mit einem Altarbild „Der gute Hirt“ von Professor Fleischmann, Nürnberg, aus dem Jahr 1899 und mit zwei Glasfenstern von Gans Gottfried, Stockhausen, aus dem Jahr 1988.[23] Der Turm hat einen Spitzhelm.
- Stadel von 1747 (Oberasbach Nr. 27)

## Vereine
- Freiwillige Feuerwehr Oberasbach (gegründet 1886)[24]
- Sportschützenverein „Edelweiß“
- Posaunenchor Oberasbach (gegründet 1925)[25]